# Daunte Culpepper
Daunte Rachard Culpepper (Ocala, 28 gennaio 1977) è un ex giocatore di football americano statunitense che ha giocato nel ruolo di quarterback undici stagioni nella National Football League (NFL). Fu scelto nel corso del primo giro (11º assoluto) del Draft NFL 1999 dai Minnesota Vikings. Al college ha giocato a football alla University of Central Florida.

## Carriera professionistica
Culpepper fu scelto nel corso del primo giro del Draft 1999 dai Minnesota Vikings. Dopo la stagione da rookie in cui non scese mai in campo, dall'annata successiva il giocatore ebbe un immediato successo come quarterback dei Vikings. Convocato tre volte per il Pro Bowl durante i suoi anni a Minnesota, Culpepper giocò una stagione storica nel 2004 in cui stabilì l'allora record NFL per il maggior numero di yard stagionali conquistate da un quarterback con 5.123. Dopo un serio infortunio a un ginocchio nella stagione successiva, Culpepper concluse la sua carriera coi Vikings, la cui nuova dirigenza mal digerì le sue sessioni di recupero in Florida, sua terra natale.
I Vikings riuscirono a imbastire una trade con i Miami Dolphins, alla ricerca di un quarterback dopo che i test fisici a Drew Brees non erano andati come la franchigia si aspettava. Culpepper giocò poco per i Miami Dolphins, non riuscendo a ristabilirsi completamente dall'infortunio, passò poi agli Oakland Raiders e Detroit Lions, concludendo la carriera nel 2010 dopo una stagione coi Sacramento Mountain Lions della United Football League.
Culpepper è classificato al 14º posto nella storia della NFL per il passer rating in carriera (87,8) e detiene il settimo miglior passer rating stagionale stabilito nel 2004 (110,4). Tuttavia la scelta di Culpepper al posto di Brees a Miami viene considerata dagli esperti e dai tifosi, una delle peggiori operazioni di mercato del decennio in NFL.

## Palmarès

### Individuale
- Convocazioni al Pro Bowl: 3

2000, 2003, 2004
- First-team All-Pro: 1

2000
- Second-team All-Pro: 1

2004
- Ed Block Courage Award: 1

2001
- Giocatore della settimana dei playoff: 1

Divisional 2000
- Giocatore offensivo della NFC del mese: 2

settembre 2003, ottobre 2004
- Giocatore offensivo della NFC della settimana: 8

6ª e 12ª settimana della stagione 2000, 15ª settimana della stagione 2002, 1ª, 3ª, 6ª e 15ª settimana della stagione 2004, 7ª settimana della stagione 2005
- I 50 più grandi Vikings
- Squadra ideale del Mall of America Field

## Statistiche
| Anno   | Squadra           | Gare | Tit. | Yard passate | TD  | INT | Rating |
| ------ | ----------------- | ---- | ---- | ------------ | --- | --- | ------ |
| 1999   | Minnesota Vikings | 1    | 0    | 0            | 0   | 0   | 0.0    |
| 2000   | Minnesota Vikings | 16   | 16   | 3,937        | 33  | 16  | 98.0   |
| 2001   | Minnesota Vikings | 11   | 11   | 2,612        | 14  | 13  | 83.3   |
| 2002   | Minnesota Vikings | 16   | 16   | 3,853        | 18  | 23  | 75.3   |
| 2003   | Minnesota Vikings | 14   | 14   | 3,479        | 25  | 11  | 96.4   |
| 2004   | Minnesota Vikings | 16   | 16   | 4,717        | 39  | 11  | 110.9  |
| 2005   | Minnesota Vikings | 7    | 7    | 1,564        | 6   | 12  | 72.0   |
| 2006   | Miami Dolphins    | 4    | 4    | 929          | 2   | 3   | 77.0   |
| 2007   | Oakland Raiders   | 7    | 6    | 1,331        | 5   | 5   | 78.0   |
| 2008   | Detroit Lions     | 5    | 5    | 786          | 4   | 6   | 63.9   |
| 2009   | Detroit Lions     | 8    | 5    | 945          | 3   | 6   | 64.8   |
| Totale |                   | 105  | 100  | 24,153       | 149 | 106 | 87.8   |